# Inoue Kikuko
Inoue Kikuko (井上 喜久子 Inoue Kikuko, Tỉnh Thượng Hỉ Cửu Tử), sinh 25 tháng 9 năm 1964 ở Yokosuna, Nhật Bản), là một Seiyū kiêm ca sĩ nổi tiếng.
Các vai nổi tiếng của Kikuko gồm Belldandy trong AA! Megami-sama (Ah! My Goddess!), Chitose Hibiya trong Chobits, Maria Asagi trong Gungrave, Kazami Mizuho trong Onegai Teacher, Eleanor de la Vallière trong Zero no Tsukaima. Tuy nhiên cô cũng lồng tiếng cho nhân vật rất ngầu là The Boss trong loạt game Metal Gear Solid (Metal Gear Solid 3: Snake Eater, phiên bản tiếng Nhật), hay Hrist trong game Valkyrie Profile.